# Hôtel du Plessis d'Argentré
L’hôtel du Plessis d'Argentré est un hôtel particulier situé à Laval, dans le département de la Mayenne.

## Histoire
L'hôtel Du Plessis d'Argentré est situé Rue du Lycée à Laval, au numéro 62, construit en 1771. 
L'hôtel est construit en 1771 pour Olivier-Ambroise Dubois, frère de Michel Dubois de Beauregard. Ils étaient maîtres des forges de Chailland et de Port-Brillet. L'hôtel est arrivée dans la famille du Plessis d'Argentré, maîtres de forge, par alliance. La famille d'Argentré l'habite jusqu'en 1950 puis mise en location. L'hôtel est acheté en 2006 par Brigitte et Jacques Nouveau.
Ce bâtiment fait l’objet d’une inscription au titre des monuments historiques depuis 2008.